# 穆默爾巴赫河
51°16′15″N 7°13′52″E / 51.27083°N 7.23111°E

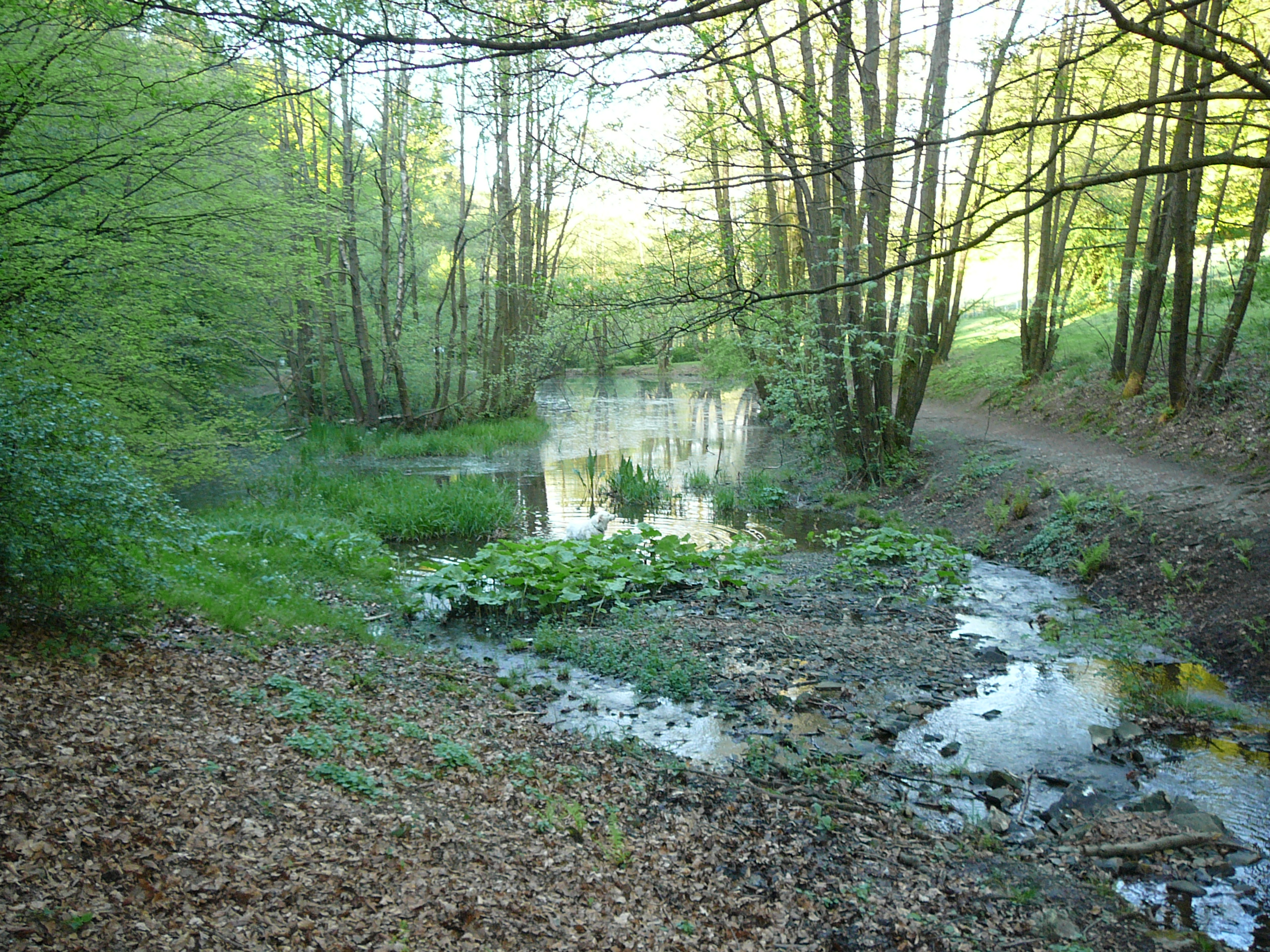
穆默爾巴赫河

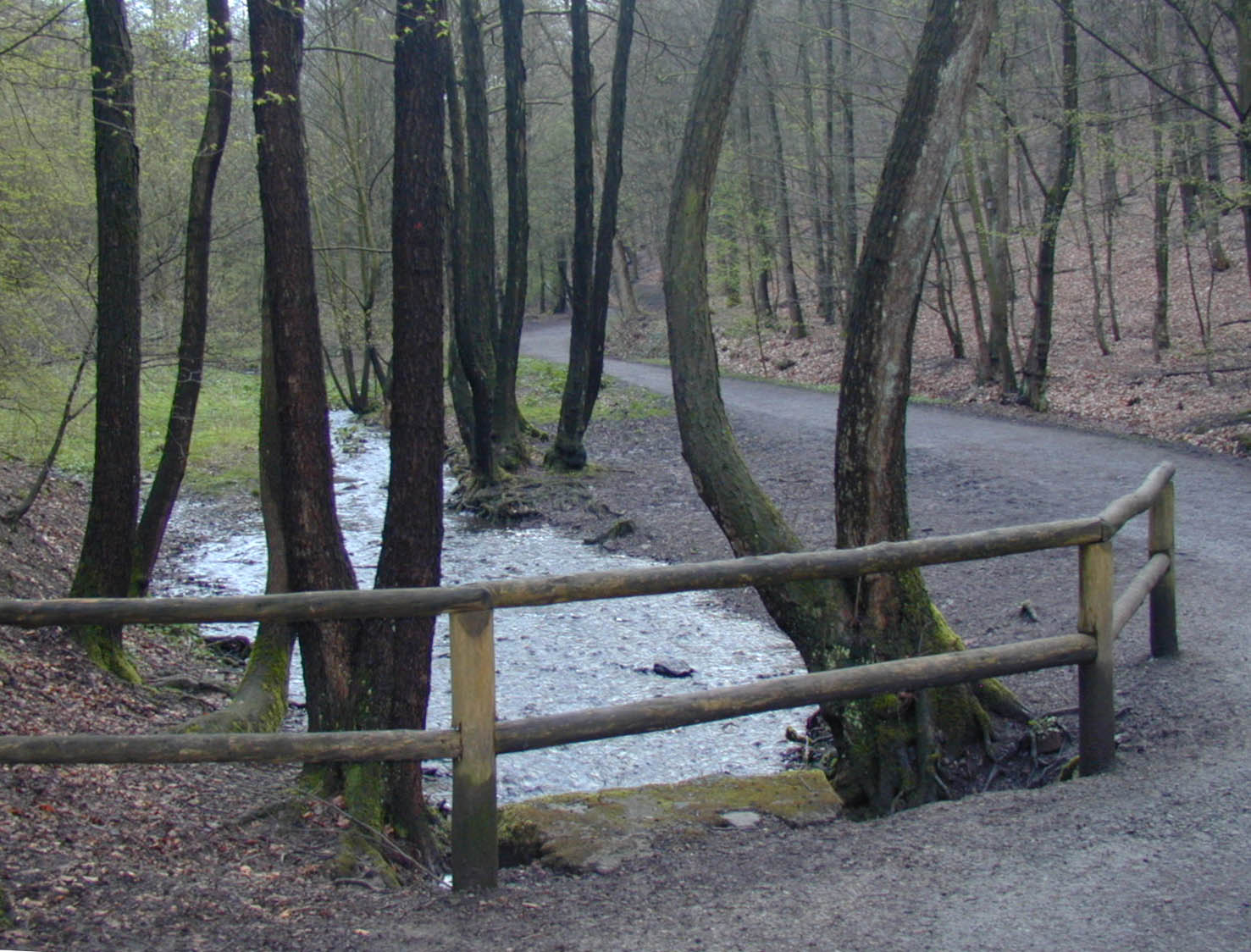
穆默爾巴赫河

穆默爾巴赫河（德語：Murmelbach），是德國的河流，位於該國西部，處於北萊茵-威斯特法倫州，屬於伍珀河的支流，河道全長3.6公里，流域面積2.9平方公里。